# Nikolaï Toutchkov
Nikolaï Alexeïevitch Toutchkov, en russe  Тучков, Николай Алексеевич , né en 1765, mort en 1812 est un général russe, mort de ses blessures à la suite de la bataille de la Moskova.

## Biographie
Il a trois frères, tous généraux russes, Alexandre Pavel et Serge, fils d'un général du génie. En 1812, lors de la campagne de Russie il commande le troisième corps de la Première armée sous le commandement de Barclay de Tolly, combat à Smolensk, tient le flanc gauche à Borodino. Le 7 septembre à la tête des grenadiers de Pavlov, il est blessé à la poitrine. Il meurt de ses blessures trois semaines plut tard. Son frère Alexandre est tué lors de la même bataille.